# Palos Caídos
Palos Caídos är en ort i Mexiko.   Den ligger i kommunen Zacatlán och delstaten Puebla, i den sydöstra delen av landet, 120 km nordost om huvudstaden Mexico City. Palos Caídos ligger 2 433 meter över havet och antalet invånare är 259.
Terrängen runt Palos Caídos är kuperad västerut, men österut är den platt. Runt Palos Caídos är det ganska tätbefolkat, med 54 invånare per kvadratkilometer. Närmaste större samhälle är Zacatlán, 16,7 km öster om Palos Caídos. I omgivningarna runt Palos Caídos växer huvudsakligen savannskog.